# Notharctidae
Notharctidae — вимерла родина адапіформних приматів, поширених переважно в Північній Америці та Європі.